# برنهارد كاغان
برنهارد كاغان (بالألمانية: Bernhard Kagan)‏ هو لاعب شطرنج ألماني، ولد في 15 أغسطس 1866 في غرودنو في روسيا البيضاء، وتوفي في 27 نوفمبر 1932 في برلين في ألمانيا.

## وصلات خارجية
- برنهارد كاغان على موقع مباريات الشطرنج (الإنجليزية)
- برنهارد كاغان على موقع 365Chess.com (الإنجليزية)